# Железнодорожный транспорт в США
Железнодорожный транспорт в США — один из видов транспорта США. 

## История
Рельсовый транспорт стал использоваться в американских колониях еще в 1720-е годы. Это были так называемые «гравитационные рельсовые дороги» — вдоль склона горы или холма укладывались деревянные рейки, по которым вниз под действием силы тяжести скатывались вагонетки со строительным материалом, древесиной или углём.
В 1815 года изобретатель Джон Стивенс получил так называемую железнодорожную хартию на создание железнодорожной компании Нью-Джерси для строительства железной дороги в штате Нью-Джерси. Но реально эта дорога начала работать лишь в 1832 году и позже стала частью Пенсильванской железной дороги.
В 1829 году на «Гравитационной рельсовой дороге канальной компании Делавера и Гудзона» (эта компания изначально использовала для транспортировки грузов водные каналы, а затем гравитационную рельсовую дорогу) в северо-восточной части штата Пенсильвания впервые в США был испытан паровоз, называвшийся «Стоурбриджский лев».
В 1830 году в штате Мэриленд на железной дороге между городами Балтимор и Огайо начали курсировать первые в США пассажирские поезда.
Уже в 1838 году в 5 из 6 штатов Новой Англии существовало железнодорожное сообщение, а пределы распространения железнодорожной сети определялись границами штатов Кентукки и Индиана. К 1840 году длина железных дорог США составляла уже 4438 километров.
С 1846 года начала работу одна из крупнейших и старейших железных дорог США — Пенсильванская железная дорога. Правительство США поддерживало развитие железнодорожного транспорта, предоставляя субсидии и бесплатно выделяя федеральные земли для строительства железных дорог. К 1860 году длина железных дорог США превысила 48280 км.
Во время Гражданской войны обе стороны использовали железные дороги для перевозки войск, а также для доставки продовольствия и боеприпасов.

Празднование завершения строительства первой трансконтинентальной железная дороги США в Юте, 10 мая 1869 года

В 1862 году был принят закон о строительстве Трансконтинентальной железной дороги, которая должна была соединить Калифорнию с восточными штатами. В связи с этим была основана компания Union Pacific Railroad. 10 мая 1869 года строительство этой железной дороги завершилось. Затем было построено ещё три трансконтинентальные железнодорожные линии: в 1881, 1882 и 1893 годах.
Многие железные дороги США и Канады первоначально использовали различную ширину колеи, но большинство из них были преобразованы в европейскую — 4 фута 8+1⁄2 дюйма (1435 мм) к 1886 году, когда произошло преобразование большей части южной железнодорожной сети с колеи 5 футов (1524 мм). Это, а также стандартизация сцепок вагонов и пневматических тормозов, позволили объединять и взаимозаменять локомотивы и подвижной состав.
При строительстве железных дорог в США нередко происходили злоупотребления. Так, поскольку железнодорожным компаниям предоставлялись правительственные субсидии из расчёта на каждые 1,5 км пути, то компании пытались максимально удлинить трассу. В результате железные дороги оказывались чрезвычайно извилистыми и впоследствии их пришлось спрямлять. Также компании вымогали крупные субсидии и участки земли у городов и округов, угрожая в противном случае проложить железную дорогу мимо них.
Многие штаты издали законы, запрещающие финансирование железнодорожного строительства из бюджета. Штат Нью-Йорк в 1846 году первым ввёл такой запрет, в течение следующих 15 лет его примеру последовали Айова, Западная Вирджиния, Калифорния, Канзас, Кентукки, Миннесота, Мэн, Мэриленд, Небраска, Невада, Огайо, Орегон и Пенсильвания. В 1872 году Конгресс США обязался впредь не выдавать земельные участки железнодорожным компаниям.
Созданная в 1887 году Комиссия по торговле между штатами получила полномочия регулировать железнодорожные тарифы.
К 1916 году длина железных дорог США достигла 408 773 км. Во время Первой мировой войны федеральное правительство США взяло железнодорожный транспорт под свой контроль. В 1920 году был принят федеральный Закон о транспортных перевозках, вернувший железные дороги в частные руки, но установивший жёсткое регулирование их деятельности.
Однако с 1920 по 1934 год количество пассажиров железных дорог США заметно сократилось из-за массового производства автомобилей. После Второй мировой войны, особенно с 1957 года, когда стали внедряться скоростные автомагистрали, началось резкое сокращение пассажирских перевозок по железным дорогам. Появление реактивных самолётов сделало анахронизмом путешествие по железной дороге на большие расстояния. К 1965 году в регулярной эксплуатации в США оставалось лишь 10 000 пассажирских вагонов, что было на 85 % меньше, чем в 1929 году. Лишь на северо-востоке США в итоге сохранились линии, по которым движется более пяти пассажирских поездов в сутки. С начала 1970-х по начало 1980-х годов общая протяжённость действующих железнодорожных путей в США сократилась почти в два раза: с 480 до 260 тыс. километров.
Для поддержки пассажирского железнодорожного транспорта в 1971 году была создана федеральная государственная пассажирская железнодорожная компания Amtrak. В 1969 году между Нью-Йорком и Вашингтоном начали курсировать (на обычных (но реконструированных) линиях) скоростные поезда Metroliner, они действовали почти 30 лет, пока в 2000—2006 гг. не были заменены на высокоскоростной Acela Express, который в коммерческих перевозках развивает скорость до 240 км/ч, на маршруте от Вашингтона через Балтимор, Филадельфию и Нью-Йорк до Бостона  (является единственным высокоскоростным поездом на американском континенте).
В 1980 году был принят так называемый «Железнодорожный закон Стаггерса», который фактически освободил железнодорожные компании от действия антимонопольного законодательства, предоставив им практически неограниченную свободу устанавливать тарифы, а также производить слияния и поглощения.

## Современность
Сегодня США располагают самой протяжённой в мире сетью железных дорог, составляющей 293 564 км.

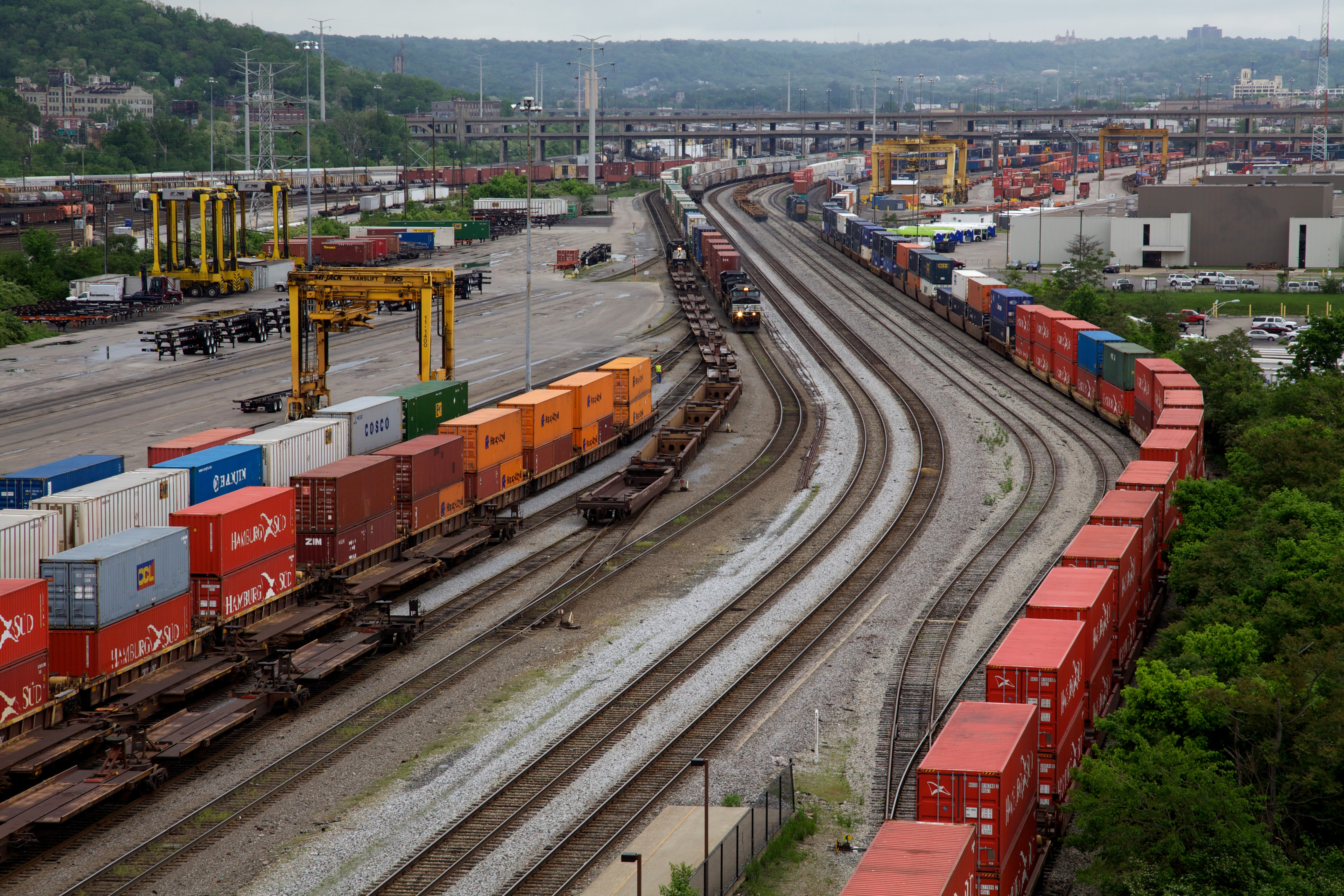
Грузовая железнодорожная станция в Цинцинати

На железные дороги США приходится, по данным Ассоциации американских железных дорог, более 40 % всех перевозок в стране. 
Наиболее крупными железнодорожными компаниями США являются BNSF, Union Pacific, Norfolk Southern и CSX Transportation, на них приходится около 67 % всех грузовых железных дорог и более 90 % прибыли от железнодорожных перевозок. 
Основным грузом железных дорог является уголь, его доля в общем объёме перевозок в 2010 году составляла около 45 %. Далее по значению следуют сельскохозяйственные грузы и продукция химической промышленности. Также значительна доля контейнерных грузов, которые составляли почти треть от всего объёма перевозок.

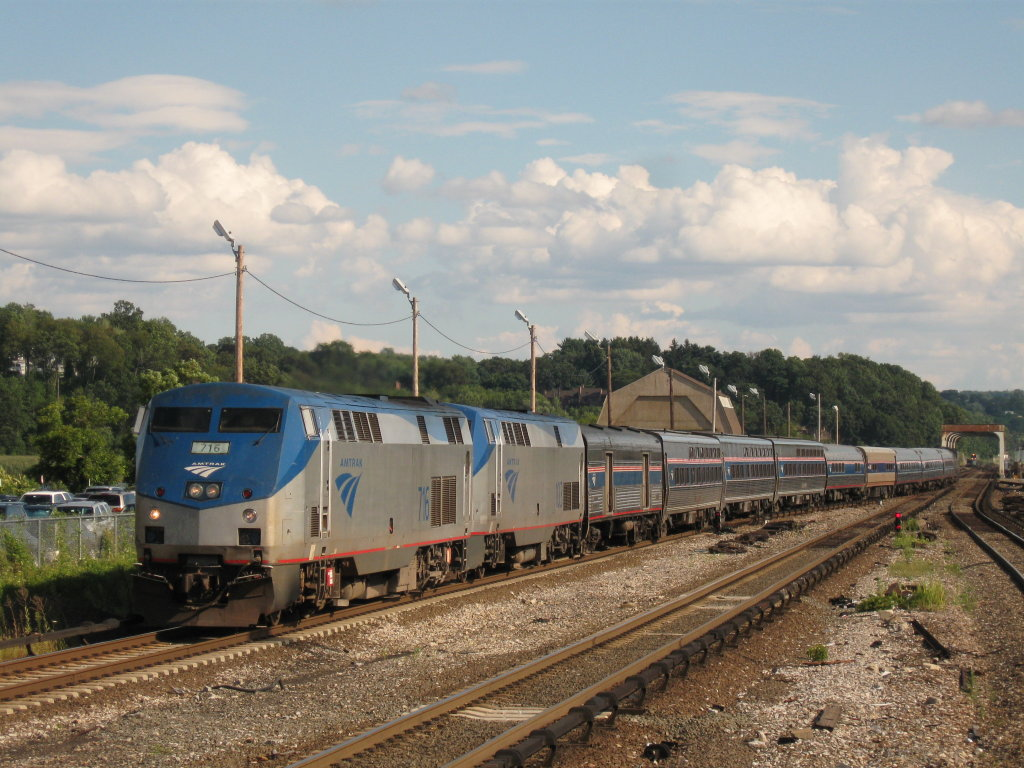
Поезд «Lake Shore Limited» на пути в Чикаго.

В начале 2000-х годов в связи с ростом цен на топливо железнодорожный транспорт США стал оживать; с 2002 по 2011 год количество пассажиров компании Amtrak непрерывно росло. И если в 2002 году крупнейшие железнодорожные компании уволили 4700 человек, то уже в 2006 году они наняли более 5000 сотрудников. С 2003 года по 2008 год суммарная прибыль железнодорожных компаний увеличилась в два раза, а рыночная стоимость крупнейшей железнодорожной компании США Union Pacific возросла за тот же период времени в три раза. В середине 2010-х американские железные дороги начали возвращать себе статус главных транспортных артерий Штатов.
В 2008 году президент США Барак Обама поставил следующую цель: через 25 лет до 80 % американцев должны иметь регулярный доступ к высокоскоростному железнодорожному транспорту (поезда, развивающие скорость 350 км/ч). Была принята программа его развития, рассчитанная на шесть лет и сумму в 53 млрд долларов.
За четыре года на эту программу было потрачено 12 млрд долларов, но все эти деньги пошли на ремонт и небольшую модернизацию уже имеющихся дорог, высокоскоростных магистралей построено не было. Лишь в 2015 году началось строительство скоростной железной дороги в Калифорнии.
Крупнейшие ж.д. компании, с более 90 % прибыли:
1. Union Pacific,
2. BNSF,
3. Norfolk Southern[англ.]
4. CSX Transportation.